# 荷電粒子砲
荷電粒子砲（かでんりゅうしほう）は、高速の荷電粒子を撃ち出す兵器。
加速器の小型化が難しいため、未だ空想科学上の兵器である。しかし、兵器としての実用性を問わなければ現代の技術でも実現可能である。

## 概要
砲弾として用いられる荷電粒子（電子、陽子、重イオンなど）を、粒子加速器によって亜光速まで加速して発射する。
荷電粒子は磁場により容易に偏向するので、地磁気の影響を受けやすい。また、宇宙空間では太陽風など他の荷電粒子束の影響も受けるため、質量の大きい荷電粒子でなければビームを直進させることが難しいと考えられている。よって、（2基の粒子加速器で原子核と電子を別々に加速し、同じ速度まで加速した原子核と電子を発射直前にミックスさせ、電気的に中性な原子にして発射する）中性粒子ビーム砲が本命とされており、レーガン時代のSDIでも盛んに研究された。
ここに記載されている理論を用いれば、原理的にも技術的にも実現は可能である。しかし、現代の地球上では必要とされる莫大な電力が得られず（大気圏内で荷電粒子が直進するには、質量の大きな荷電粒子であろうと、最低でも10ギガワットの出力が必要である）、地球上での減退の問題（荷電粒子が空気中を通過すると、ある一定距離まではほとんど減衰しないが、ある距離を越えると急激にエネルギーを失い、ついには停止してしまう（ブラッグピーク）。停止するまでの距離を「飛程」と呼ぶ）もあって、実用化には未だ至っていないのが現状である。

## 架空上の描写
架空上における荷電粒子砲は、数え知れないほど存在する。また、劇中では程度の差こそあれ、強力な兵器として描かれることが多い。特定の粒子などを亜光速（あるいは光速以上）まで加速して発射、なおかつ真空中でも視認可能と考えられたため、アニメの描写において重用されている。

### 電子を撃ち出すもの
機動戦士ガンダム
監督の富野由悠季は、「（宇宙世紀を舞台とした）ガンダムシリーズに登場するビーム兵器の類は荷電粒子砲であり、その原理はブラウン管式テレビジョンの電子銃と同じ原理だ」と説明している。
また、機動戦士ガンダムSEEDに登場するビーム兵器は、基本的に荷電粒子砲である。
勇者王ガオガイガー
第1話のゾンダーが電子レンジを利用した荷電粒子砲を使用。
なお、サンライズ作品では荷電粒子砲の多用がなされ、例えば『無敵超人ザンボット3』ではイオン砲、『伝説巨神イデオン』では加粒子砲（あるいは可粒子砲）の名称が用いられる。また、荷電弾体に金属微粒子を用いたリニアカノン/リニアガンが『太陽の牙ダグラム』に登場している。
ゾイドシリーズ
公式ストーリー、アニメ版、漫画版、ゲーム版などすべてにおいて、最強兵器の1つとして描かれている。発射のためのプロセスは「荷電粒子を光速まで加速させて発射する」というもの。ただし、射出のために必要となる粒子は惑星Ziの大気中に存在し、それを機体外部から吸入するという独自の方式をとっている。その一方、資料によっては「空気中の静電気を取り込み、体内でエネルギーに変換し、さらに増幅。粒子ビームとして放射する」という記述も存在するなど、一定しない。また、その攻撃を受けた目標は原子レベルで分解されるため、物理的な装甲では防御は行えないとされている。

### 電子以外の素粒子や反物質を撃ち出すもの
宇宙戦艦ヤマト（リメイクアニメシリーズ）
ガミラス戦闘艦艇の主力兵装として、陽電子ビーム砲や陽電子カノン砲が『宇宙戦艦ヤマト2199』（『2199』）で設定されている。後者は有効射程、威力、速射性が前者よりも向上している。地球側でも「陽電子衝撃砲」として実用化されているが、ヤマト以前の艦艇では機関の出力不足から、決戦兵器として戦艦・巡洋艦の艦首に１門のみが装備され、連射も不可能であった。しかし波動エンジンの技術供与を受けたことでこの問題を解決、ヤマトには主力兵装として搭載されている。陽電子衝撃砲は、ガミラスを始めとする敵勢力の主力艦艇を一撃で撃破、または両断するなど非常に高威力であり、これに耐えたのは劇中ではガミラスのゼルグート級、ガトランティスのメダルーサ級、デザリアムのグレートプレアデス級といった旗艦級の戦艦のみである。『宇宙戦艦ヤマト2202 愛の戦士たち』以降は、より速射性・破壊力に優れた「収束圧縮型衝撃波砲」が登場し、地球艦隊の標準装備となっている。『宇宙戦艦ヤマト2205 新たなる旅立ち』から登場したボラー連邦戦闘艦艇の主兵装も陽電子砲となっている。また、『ヤマトよ永遠に REBEL3199』において、地球の宇宙戦艦の技術の飛躍の切っ掛けは、火星に漂着したボラ―のクロトガ型標準戦艦を解析したことであるということが明かされており、地球の陽電子衝撃砲のルーツはボラ―由来のものである可能性が高い。色はガミラスは赤、ボラ―は緑、地球は青白くなっている。
新世紀エヴァンゲリオン
加粒子ビームを用いた超長距離射撃で攻撃してくる第5使徒・ラミエルを撃破するため、試作型の自走陽電子砲を改造してスナイパーライフルを急造し、狙撃するという「ヤシマ作戦」が実行される。地球の自転や磁場による軌道のズレは狙撃役であるエヴァンゲリオン初号機及び本部にあるMAGIにより補正し、ラミエルのA.T.フィールドを貫通可能とする大電力（1億8000万キロワット）は日本全国を停電させて徴用するという大規模な作戦であった。
エースコンバットシリーズ
オーレリア連邦共和国にレサス民主共和国が侵攻して勃発したオーレリア戦争において、レサスが開発した「メソン・カノン」が実戦投入される。これはオーレリア侵攻後首都グリズウォールを占拠したレサス軍が、同地に設置した司令部を防衛すべくグリズウォールに建設されていた大規模シンクロトロン「アトモスリング」を利用して開発したもので、アトモスリング内で加速した陽子ビームをアルミニウムなどの生成標的に衝突させて大量の荷電中間子を生成し、それに含まれるパイ中間子から取り出した崩壊ミューオンビームを砲塔から目標に向けて照射する。弾切れが存在せず有害な環境負荷もないことから拠点防衛兵器として優れた特性を有するが、崩壊ミューオンビームの短い平均寿命や大気による減衰によって射程は短く、大出力化のためにMBSR（中間子ビーム安定化調整器）の開発が行われている。
反物質を使用したビーム兵器は、撃った瞬間にすべての反物質が大気中の物質と一斉に反応し、撃ったものもろとも大爆発するという説がある。『宇宙空母ブルーノア』に登場した「反物質投射砲」は、反物質に先立ってプラズマを投射することで、対消滅による減衰を防ぐという設定だった。また、『宇宙の騎士テッカマンブレード』に登場した「ボルテッカ」は、原理的に反物質砲という設定であり、それを応用したフェルミオン砲が地球製のソルテッカマンに採用されている。この作中で、水中でのボルテッカやフェルミオン砲の使用が対消滅による威力減少を指摘されている。

## 医療への応用
兵器としては完成していないが、医療分野においては重粒子放射線治療として癌治療の一種として実用化されている。放射線治療に用いられる荷電粒子は電子と陽子が主である。陽子より原子番号の大きなイオンを用いる場合は重粒子線治療と呼ばれ、その場合は炭素原子などが用いられる。陽子線治療と重粒子線治療を総合して粒子線治療と呼び、電子を照射する治療方法（電子線照射）は通常粒子線治療には含めない。ただし、一般的な放射線治療に用いられる放射線としてエックス線やガンマ線と並び、電子線は主要な地位を占めている。
兵器としての荷電粒子加速装置が機器や生物、建築物などへのマクロな破壊を目的としているのに対し、粒子線治療は粒子が持つ電荷が細胞核中のDNAを損傷することによる細胞致死効果を治療原理としており、ミクロな破壊を目的としているところに本質的な違いがある。荷電粒子は電荷を持たないエックス線やガンマ線とはその作用機序が異なり、ブラッグピーク深を目的の治療部位の深度に充てることで効率的に癌にダメージを与えるよう、治療が計画される。
粒子の加速にはサイクロトロンやシンクロトロンなどが用いられる。放射線治療の分野においても加速器の小型化は大きな問題であり、現在用いられている治療用の粒子加速装置は円形加速器で半径数メートルから数10メートルの大きさになる。そうなると放射線照射室内に加速器を置くことは困難なので、大半の粒子線治療施設では加速器は地下か地上の別施設に置かれており、そこで加速した荷電粒子を偏向磁石を使って照射室の照射ガントリまで飛ばしている。
治療用の数MeVのX線を発生させるために電子を線形加速する装置であるリニアックでも、筺体は一般的なサイズで高さ2メートル程度になる。